# Empyreuma pugione
Empyreuma pugione är en fjärilsart som beskrevs av Carl von Linné 1767. Empyreuma pugione ingår i släktet Empyreuma och familjen björnspinnare. Inga underarter finns listade i Catalogue of Life.

## Bildgalleri

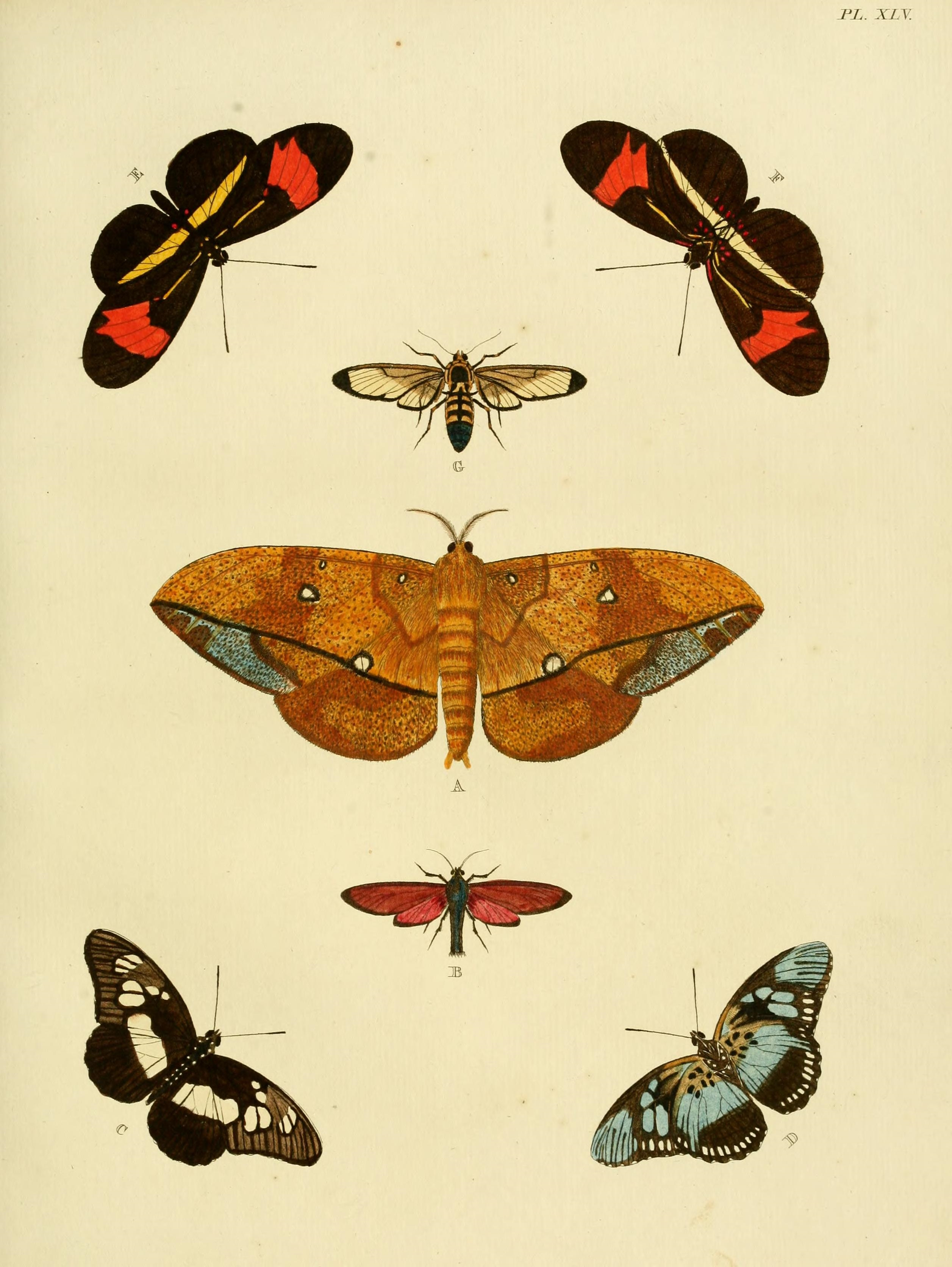